# Будинок вчених (Львів)
49°50′28″ пн. ш. 24°01′16″ сх. д. / 49.84111° пн. ш. 24.02111° сх. д.
«Буди́нок вче́них» — колишнє Національне (аристократичне, шляхетське, дворянське, графське, народне, Герхарда) казино (до 1939), збудований фірмою «Фельнер і Гельмер» у 1897—1898 роках за проєктом віденських архітекторів Фердинанда Фельнера і Германа Гельмера (автори проєкту Одеського оперного театру).

## Історія
Попередником був чиншовий будинок, зведений у 1879 році за проєктом Войцеха Гаара. Казино зведено 1898 року за проєктом бюро Фердинанда Фельнера та Германа Гельмера. Спорудженням на місці керували львівські будівничі Лишкевич і Пшорн. Скульптурне оздоблення фасадів виконали австрійські скульптори Теодор Фрідль і Райнольд Велькель за моделлю Рудольфа Вейра. Різьблений дерев'яний інтер'єр виготовив Шандор Ярай у львівській фабриці братів Вчеляків. Живописні супрапорти написали львівські митці Станіслав Дембіцький, Станіслав Рейхан, Тадеуш Рибковський, Міхал Созанський. Скульптор Едмунд Плішевський за участі каменярського майстра Юліана Гури виготовив алебастровий камін у фоє.
У 1902 добудова офіцин за проєктом архітектора А. Каменьобродського та реконструкція каналізації (проєкт).
З 1918 року приміщення використовувалося як міське казино.
З 1948 року тут діє Львівський Будинок вчених, із яким пов'язано немало подій наукового, громадсько-політичного і творчого життя Львова, області та України. Раду Будинку вчених очолює ректор Львівської національної академії мистецтв Андрій Бокотей.
До 1953 року в чотирьох кімнатах на першому поверсі розташовувалось Львівське відділення Спілки архітекторів України. 14 вересня 1953 під час проведення пленуму з планування і забудови міст західних областей України, через несправність електропроводки у будинку спалахнула пожежа, яка завдала будинку значної шкоди.
У 1954 після відбудови та відновлення будинку Спілку позбавлено права користуватись приміщенням.
У 1998 році в будинку перебував львівський обласний виборчий штаб кандидата на посаду президента України Леоніда Кучми.
У 1999 році тут діяв пресцентр саміту Президентів країн Центральної та Східної Європи.
23 вересня 2008 року внесений до переліку памʼяток культурної спадщини, що не підлягають приватизації.
При Будинку вчених працюють творчі колективи: Народна вокально-оперна студія, Народний театр «Мета», Зразковий театр дитячої пісні «Горличка».
Інтер'єри будівлі часто використовували для кінозйомок, зокрема для фільму «Д'Артаньян і три мушкетери», саме тут д'Артаньян підіймався сходами до кардинала зіграти партію в шахи.
Крім того, тут часто фотографуються львівські молодята.

## Архітектура
Будівля має два поверхи та високий мансардовий дах. Має високу і простору лоджію, балкони якої спираються на монументальні фігури атлантів. Над вікнами лоджії — картуші з гербами Волині, Поділля, Руської та Белзької земель, а також Речі Посполитої. В інтер'єрі споруди динамічно закручені дерев'яні сходи та галерея.
Другий поверх будівлі містить вісім зал, серед яких: актова на 200 місць, Біла, Червона, Бежева, бібліотека, балконна галерея, сад, зала засідань ради Будинку вчених.

## Львівські бали
В споруді проводять «Львівські бали»:
- 21 жовтня 2006 р. пройшов Третій бал,
- 25 квітня 2009 р. відбувся П'ятий ювілейний «Львівський Бал». Львів'яни та гості отримали нагоду поспостерігати за святковим дійством режисера-постановника Богдана Ревкевича із Національного драматичного театру ім. Заньковецької та потанцювати вальс, який виконував камерний оркестр «Леополіс»,[5]
- 13 лютого 2010 р. — «Бал святого Валентина».[6]
- Осінній бал-маскарад
- Благодійний бал-вечірка Black & White Bal[7]
- Шоколадний бал[8]
- Оксамитовий бал
- Квітковий бал[9]
- Студентський благодійний бал "Гетсбі: ревучі 20-ті"

## Колективи Художньої Творчості
- Народна Вокальна Студія (існує понад 40 років, керує студією Олена Міщук)[10]
- Народний Театр «Мета»
- Зразковий Театр Пісні «Горличка» (створений 20 років тому, за рік дає понад 90 виступів. Лауреат і дипломант всеукраїнських та міжнародних фестивалів і конкурсів[11]).

## Фотогалерея

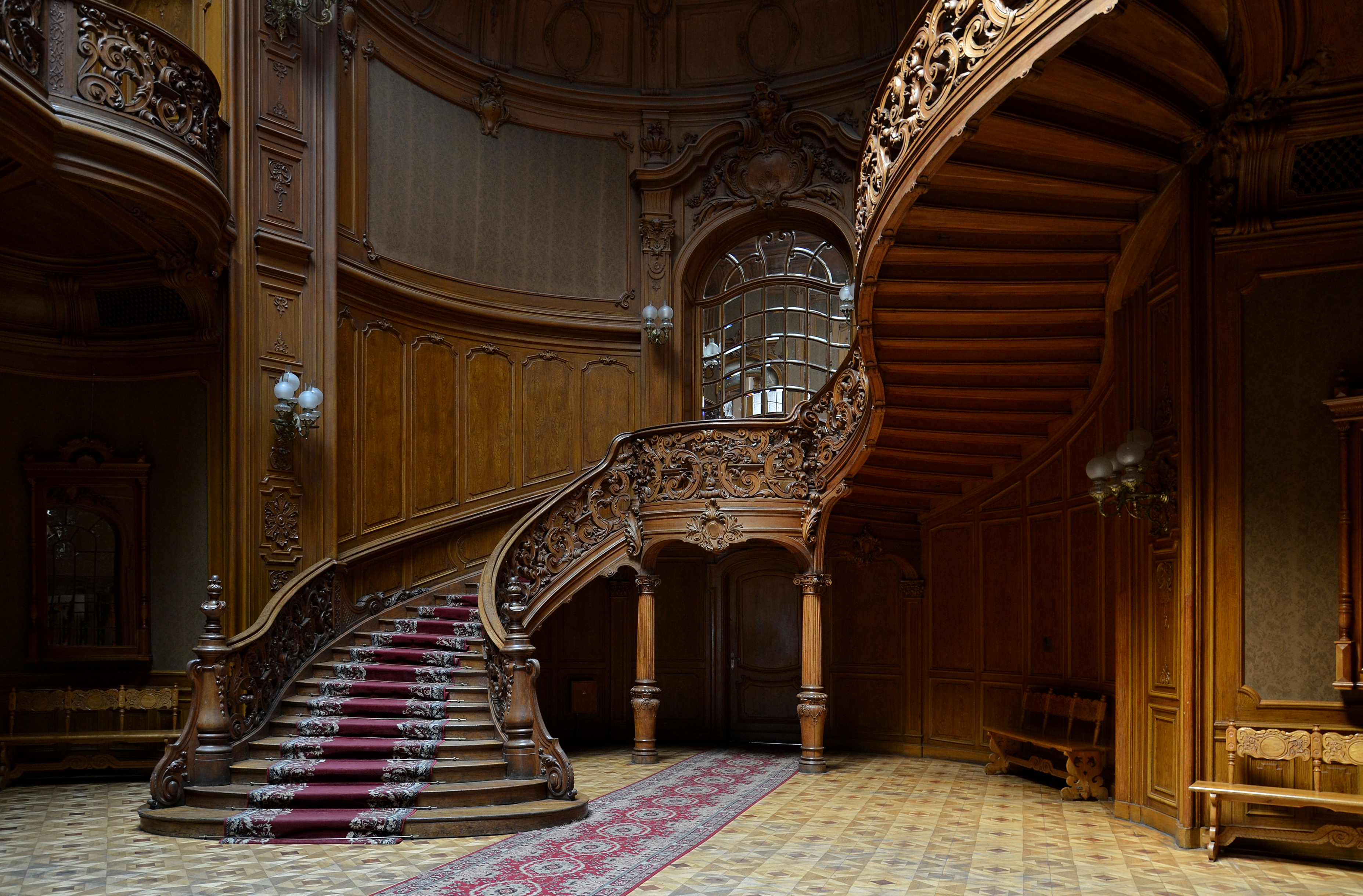
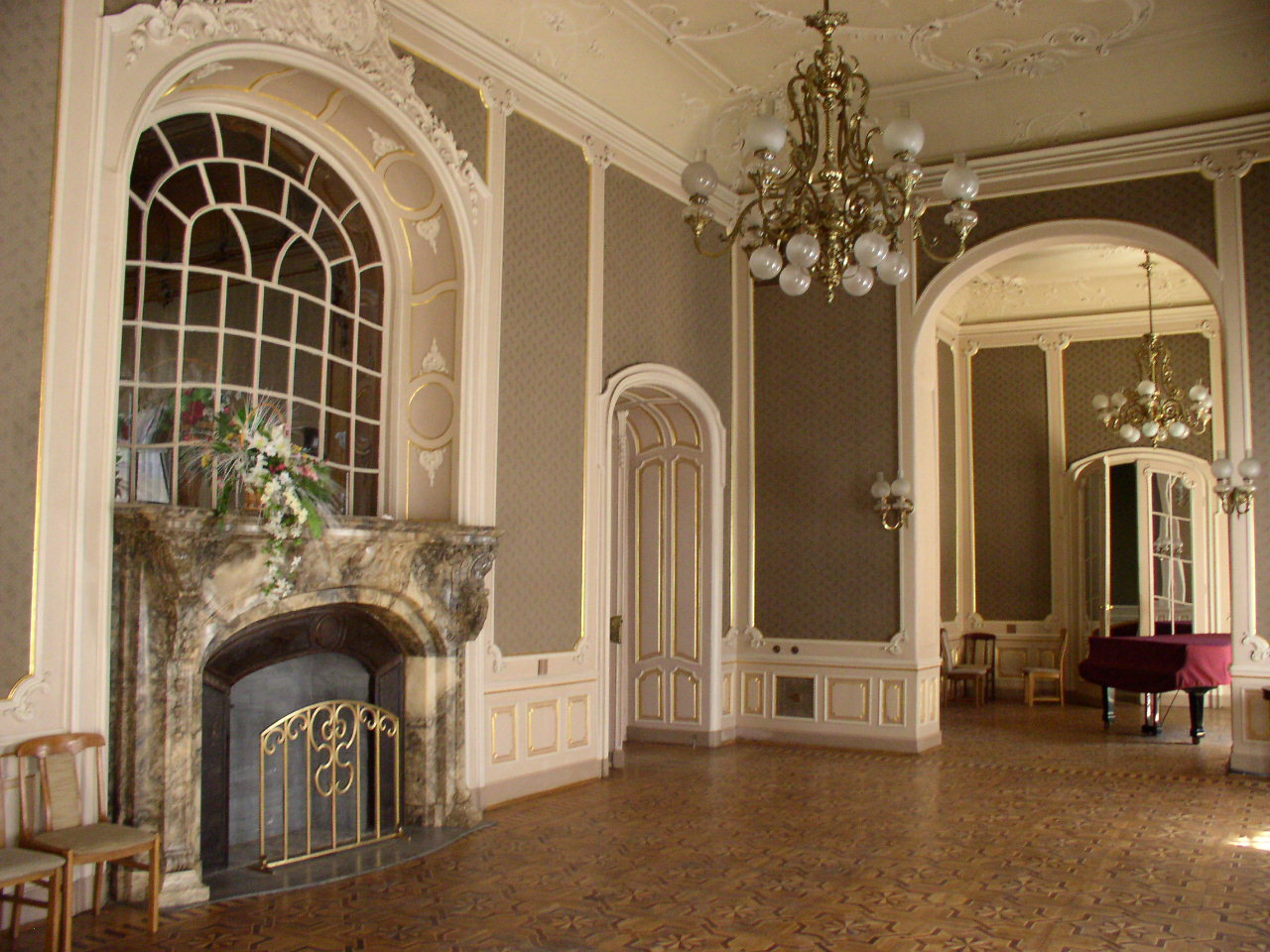
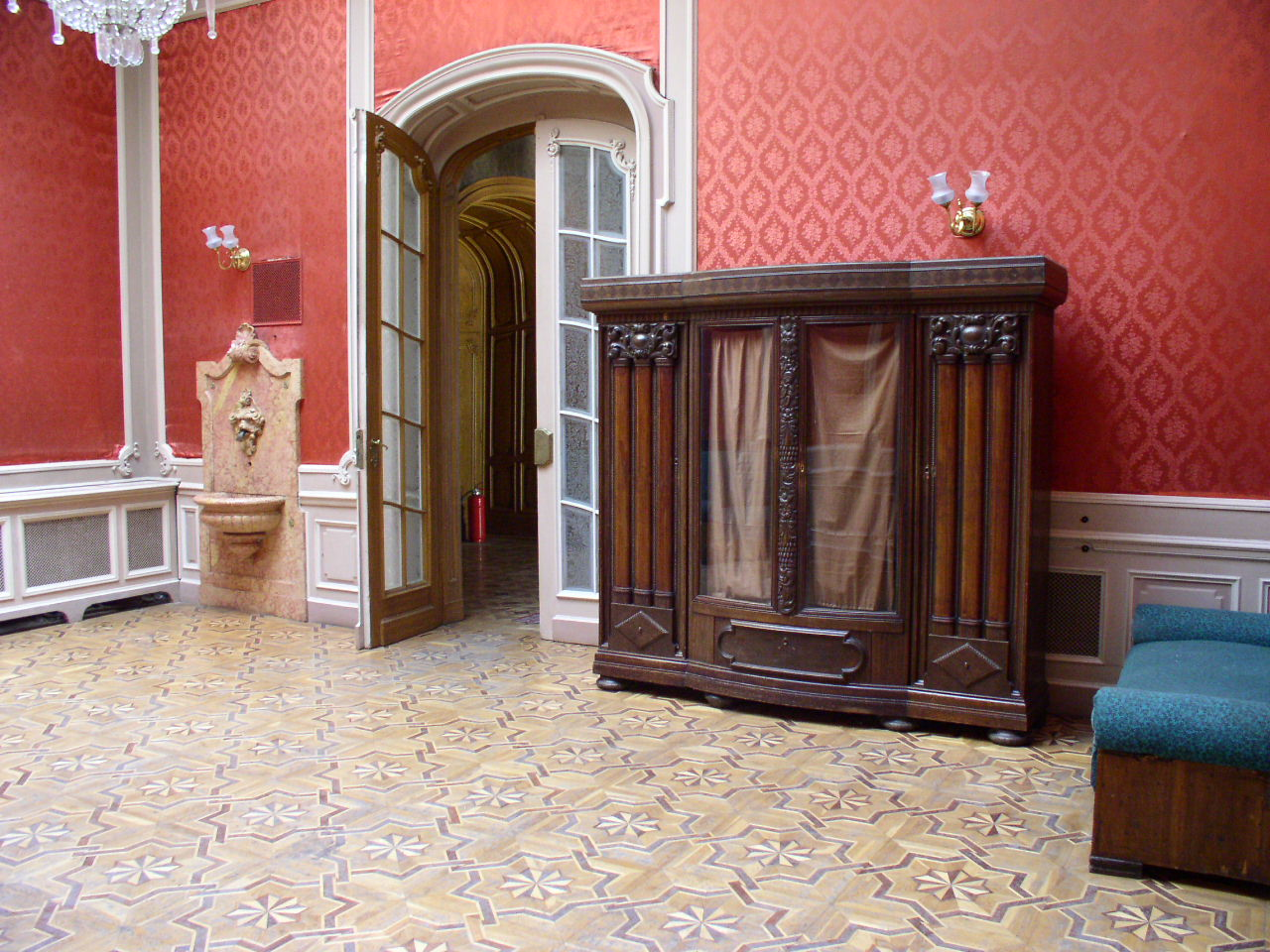
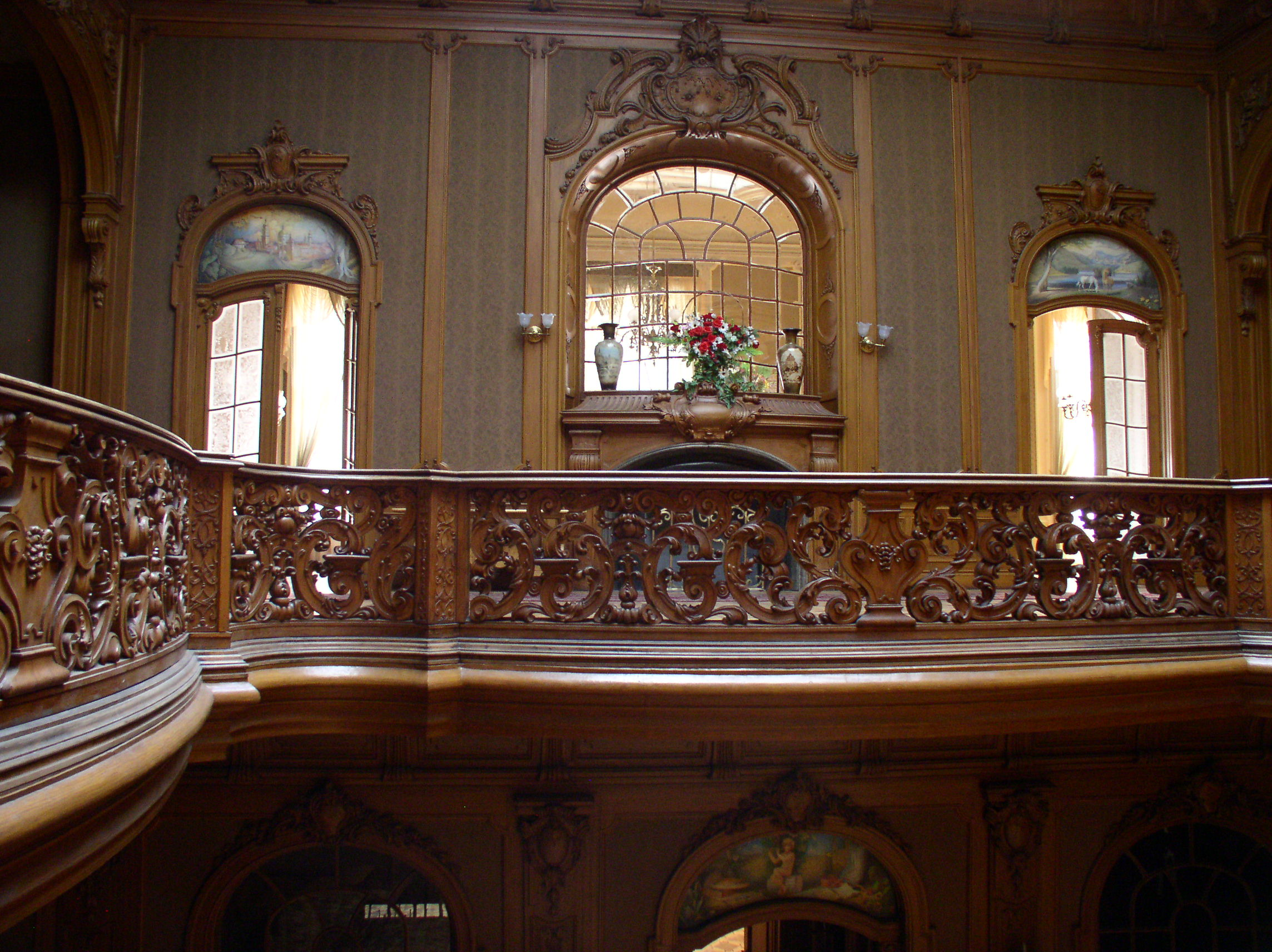
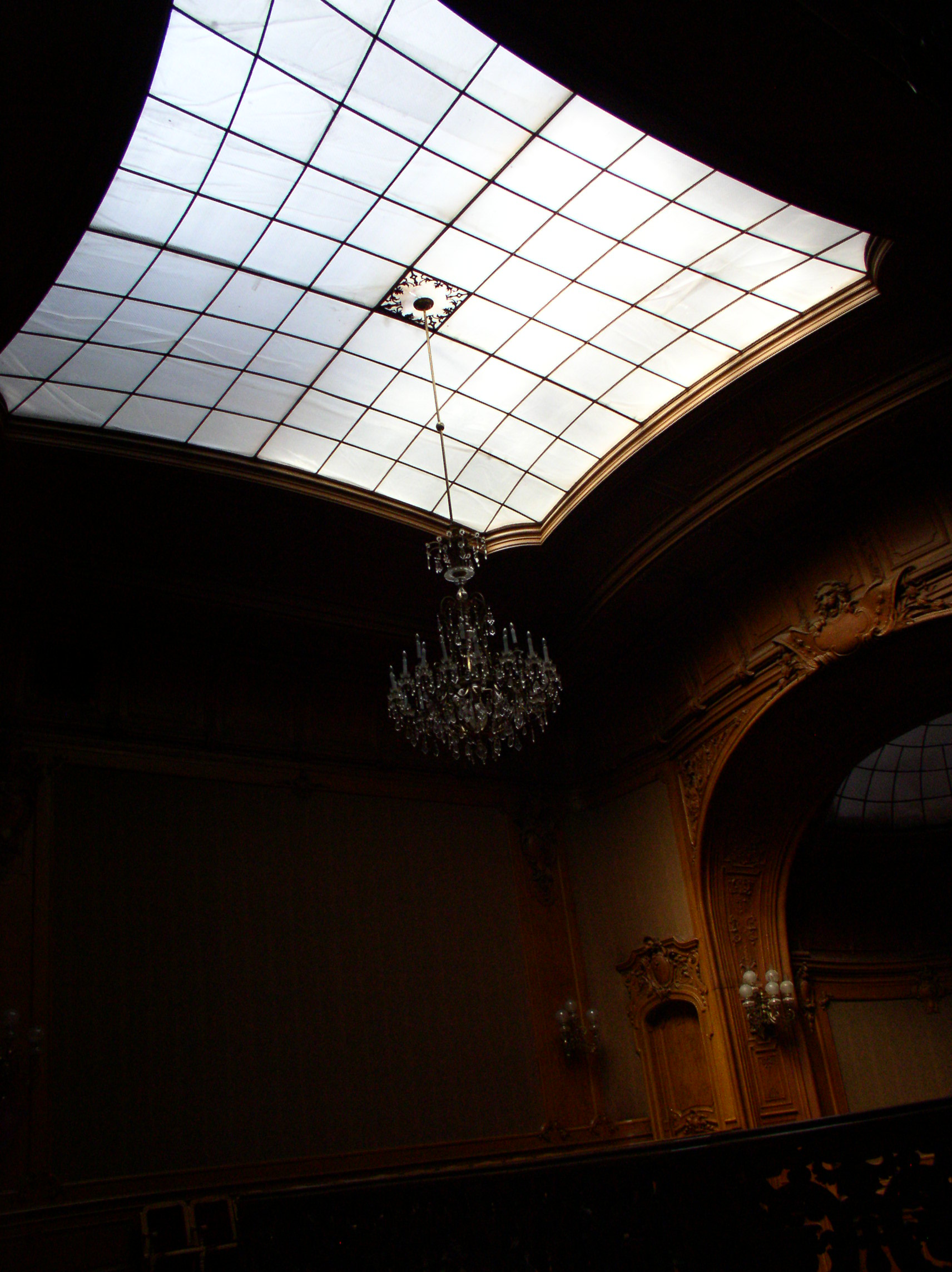
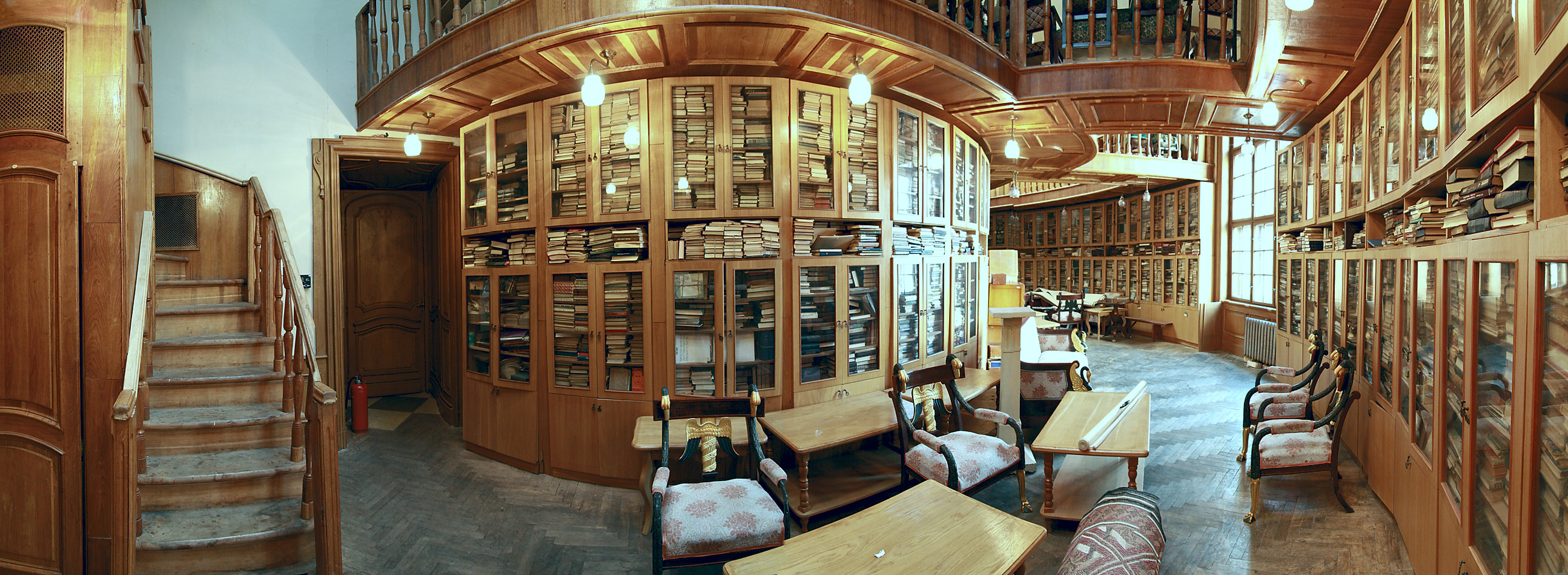
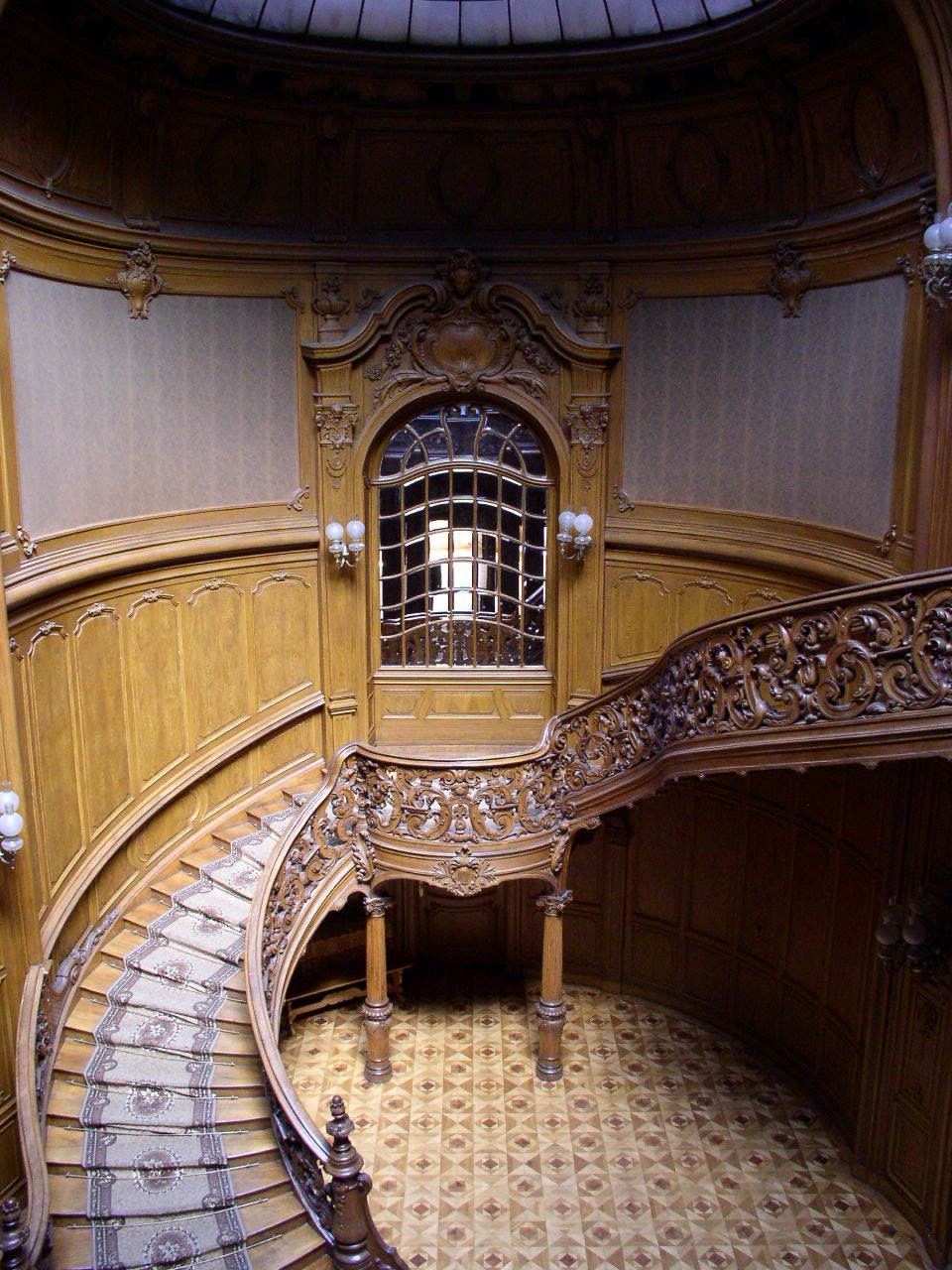

## Цікаві факти
22 березня 2021 американська компанія Bloomberg, що є найбільшим у світі постачальником інформації для бізнесу, проілюструвала свою статтю під назвою (в перекладі з англійської) «1% найбагатших американців приховують п'яту частину своїх доходів від податківців» зображенням сходів львівського Будинку Вчених.[значущість факту?]

## Відеогалерея
- Львів. Будинок вчених. Колишнє «Народне касино Герхарда» [Архівовано 2 лютого 2017 у Wayback Machine.]